# Obere Schwarzbachalm
Die Obere Schwarzbachalm ist eine Alm auf dem Gebiet der Gemeinde Schneizlreuth am Oberlauf des Schwarzbaches. Sie bildet mit der Unteren Schwarzbachalm die Schwarzbachalmen, die gesamte Bergweide wird Schwarzbachalm genannt.
Die drei Kaser der Oberen Schwarzbachalm stehen unter Denkmalschutz und sind unter der Nummer D-1-72-131-54 in die Bayerische Denkmalliste eingetragen.

## Baubeschreibung
Der Unterwegscheiderkaser ist ein eingeschossiger, überkämmter Blockbau mit vorkragendem Flachsatteldach und Bruchsteinsockel und wurde gegen Ende des 19. Jahrhunderts errichtet.
Beim Wölflkaser handelt es sich ebenfalls um einen eingeschossigen, überkämmten Blockbau mit vorkragendem Flachsatteldach und Legschindeldeckung auf einem Bruchsteinsockel. Die Firstpfette ist bezeichnet mit dem Jahr 1922.
Auch der Freidingkaser ist ein eingeschossiger überkämmter Blockbau mit vorkragendem Flachsatteldach und Bruchsteinsockel und entstand im 18. oder der ersten Hälfte des 19. Jahrhunderts.

## Heutige Nutzung
Die Schwarzbachalmen werden während der Sommermonate noch landwirtschaftlich genutzt und sind bewirtet.

## Lage
Die Schwarzbachalmen befinden sich leicht nordwestlich unterhalb der Schwarzbachwacht, die Oberen Schwarzbachalmen auf der südöstlichen Seite des Schwarzbaches.